# Smilax trinervula
Smilax trinervula är en enhjärtbladig växtart som beskrevs av Friedrich Anton Wilhelm Miquel. Smilax trinervula ingår i släktet Smilax och familjen Smilacaceae. Inga underarter finns listade.